# Emile Goethals
Emile Marie Joseph Antoine Jean-Baptiste Goethals (Ieper, 11 oktober 1854 - Meulebeke, 9 maart 1932) was een Belgisch volksvertegenwoordiger en burgemeester.

## Levensloop
Goethals was brouwer in Meulebeke. Hij trouwde in 1877 met Marie-Sophie Mertens.
Hij werd verkozen tot gemeenteraadslid van Meulebeke in 1884, werd er schepen en onmiddellijk daarop burgemeester, een ambt dat hij bleef vervullen tot aan zijn dood. Van 1889 tot 1912 was hij ook provincieraadslid.
Hij stond als opvolger op de kamerlijst voor het arrondissement Roeselare-Tielt en in 1912 werd hij geroepen om, na diens overlijden, staatsminister August Beernaert als katholiek volksvertegenwoordiger op te volgen. Hij vervulde dit mandaat tot in 1919.  
Goethals was ook nog:
- lid van het Beschermcomité voor werkmanswoonsten in het Tieltse,
- voorzitter van de fanfare Sinte-Cecilia,
- voorzitter van de maatschappij voor onderlinge bijstand Helpt U en God zal U helpen,
- voorzitter van de pensioengilde Zaaien om te maaien,
- voorzitter van het Sint Vincentius a Paologenootschap,
- weldoener van de katholieke scholen tijdens de schoolstrijd (1879-1884).